# Сармат (ракетный комплекс)
РС-28 «Сарма́т» (по классификации НАТО: SS-X-30) — российский стратегический ракетный комплекс (ракетная система) шахтного базирования пятого поколения с тяжёлой многоступенчатой жидкостной межконтинентальной баллистической ракетой (МБР). «Сармат» предназначена для замены советских ракет Р-36М2 «Воевода», находящихся на вооружении РВСН.
В ракете используется модернизированная версия двигателя РД-264, уже применяемого в МБР Р-36М2.
В отличие от Р-36М, в концепции комплекса «Сармат» сделан акцент не на максимальный вес забрасываемых боеголовок (более уязвимых перед средствами противоракетной обороны (ПРО)), а на доставку меньшего их числа, но по таким траекториям и такими способами, которые существенно затруднят их уничтожение даже перспективными комплексами ПРО; заложенная в ракете технология «орбитальной бомбардировки» нацелена на нанесение удара по суборбитальной траектории через Южный полюс Земли в обход развёрнутых батарей THAAD, а также на возможный запуск гражданских космических аппаратов.
Используемые в этом изделии управляемые боевые блоки «Авангард» (Ю-71) также впервые дают потенциальную возможность применять российские и советские МБР в локальных войнах по стратегии «глобального удара», с поражением целей кинетической энергией боевого блока, без использования ядерного взрыва.
20 апреля 2022 года Министерство обороны России объявило о первом успешном пуске ракеты с космодрома Плесецк.
В 2022 году началось серийное производство комплекса на Красноярском машиностроительном заводе. В 2023 году было объявлено о постановке системы на боевое дежурство, однако после серии неудачных тестовых пусков это маловероятно .

## Концепция
Разработка МБР нового поколения была вызвана двумя причинами: техническим и моральным устареванием МБР Р-36М «Воевода» и недостаточными средствами преодоления современной ПРО, а также необходимостью прекращения зависимости от ВПК Украины, КБ Южное и Южмаш. От комплексов четвёртого поколения (таких, как Р-36М2) новая ракета отличается наличием массированных средств защиты от ПРО за счёт комплекса активной защиты боевой стартовой позиции (БСП), суборбитальной траектории, использования более многочисленных, чем на обычных МБР, ложных целей, а также управляемых боевых блоков.
Управляемые боевые блоки «Авангард» (Ю-71) также позволяют впервые применять российские и советские МБР в локальных войнах по стратегии «глобального удара», с поражением стратегических объектов кинетической энергией боевого блока без использования ядерного взрыва. Гиперзвуковые маневрирующие боеголовки за счёт маневрирования могут поражать двигающиеся цели и, по мнению экспертов ВМФ США, при развитии в противокорабельное вооружение представляют центральную перспективную угрозу крупным кораблям США, так как могут их поражать, несмотря на самые совершенные системы ПРО.
Только три ядерные державы разрабатывают гиперзвуковое ядерное оружие: Россия, США и Китай.
Заложенная в ракете технология «орбитальной бомбардировки» с нанесением удара по территории США по суборбитальной траектории через Южный полюс Земли в обход развёрнутых средств батарей ПРО США позволяет осуществлять запуски гражданских космических аппаратов. Вероятно, именно так будет утилизироваться ракета по окончании службы, возвращая существенную часть понесённых затрат.
Ракета оснащена модернизированной версией уже проверенного на практике для советской ракеты Р-36М2 российского двигателя РД-264, поэтому испытания двигательной установки были сравнительно быстро и успешно завершены.
Академик Ю. С. Соломонов подвергал критике тяжёлые ракеты на жидком топливе, такие как Р-36М, указывая, что большая забрасываемая масса жидкостных МБР скрывает то, что Р-36 является «довольно лёгкой жертвой» для ПРО по сравнению с твердотопливными ракетами, которые легче, а потому пригодны для пуска даже с мобильных установок и имеют более короткий разгонный участок.
Более короткий разгонный участок имеет существенное значение для устойчивости против ПРО, так как разделение боеголовок и выброс ложных баллистических мишеней возможны лишь после окончания разгона. При поражении ракеты на разгонном участке уничтожается сразу весь комплект боеголовок. При этом крупная МБР представляет собой намного «более простую» цель для средств ПРО.
Сторонники жидкостных ракет из ГРЦ им. Макеева указывали на больший забрасываемый вес и большую дальность своих ракет, в том числе способность нести более крупный комплект ложных целей; это даёт жидкостной ракете преимущество перед твердотопливной по защищённости от ПРО на баллистическом и, главное, на завершающем участках.
В итоге, для затруднения построения и использования ПРО потенциальным противником, решили использовать оба типа ракет — в результате были утверждены и жидкостная МБР «Сармат», и твердотопливная «Ярс», с особым акцентом на средства противодействия ПРО.
1 марта 2018 года Владимир Путин в своём ежегодном послании рассказал о ходе новых стратегически важных разработок систем вооружения, создаваемых, по его словам, «в ответ на односторонний выход США из Договора по противоракетной обороне и практическое развёртывание этой системы как на территории США, так и за пределами их национальных границ». При этом он рассекретил часть характеристик новых комплексов оружия, включая МБР «Сармат» и УББ «Авангард» (проект 4202).
Говоря о ТТХ МБР «Сармат», Путин заявил, что при весе свыше 200 тонн она будет иметь более короткий разгонный участок в сравнении с «Воеводой» за счёт более мощного комплекта двигателей, придающих МБР большее ускорение. Дальность новой тяжёлой ракеты, количество и мощность боевых блоков, по его словам, — больше, чем у «Воеводы»: «„Сармат“ будет оснащён широким спектром ядерных боеприпасов большой мощности, в том числе гиперзвуковых, и самыми современными системами преодоления ПРО. Высокие характеристики по защищённости пусковых установок и большие энергетические возможности обеспечат применение данного комплекса в любых условиях обстановки... У „Воеводы“ дальность — 11 тыс. километров, у новой системы ограничений по дальности практически нет».
При разработке МБР «Сармат» была возрождена концепция «орбитальной бомбардировки», реализованная в 1962 году в советской ракете Р-36орб. Это сильное средство преодоления ПРО, позволяющее атаковать объекты на территории США по множеству траекторий, в том числе через Южный полюс — в обход развёрнутых средств ПРО, и требующее от США создания «круговой ПРО», что существенно дороже развёрнутых сейчас отдельных батарей THAAD на стандартной (кратчайшей) траектории полёта российских МБР шахтного базирования.

## Разработка и применение

### Разработка ракеты
«Сармат» разрабатывает ГРЦ им. Макеева (который известен как разработчик жидкостных МБР морского базирования) при участии НПО машиностроения.
Разработкой двигателей для ракеты РС-28 «Сармат» занималось НПО «Энергомаш», которое получило техническое задание на освоение перспективной двигательной установки в начале 2013 года. Изделие получило название ПДУ-99. Производство по решению Минобороны РФ было отдано предприятию ПАО «Протон-ПМ». Первые успешные огневые испытания двигателя первой ступени состоялись в августе 2016 года.
Первое бросковое испытание ракеты планировалось провести в первом квартале 2016 года, однако, в связи с неготовностью шахтной пусковой установки на космодроме Плесецк в Архангельской области, сроки были сдвинуты на второй квартал.
В 2017—2018 гг. состоялись первые бросковые пуски прототипов, их выполняли на полигоне Плесецк. Испытывали старт ракеты, работу порохового аккумулятора давления, выталкивающего ракету из шахтной пусковой установки на высоту 30 м. Проводились запуски маршевых двигателей первой ступени и первые десятки секунд работы системы управления ракеты — ракета стартовала, ложилась на маршрут и далее, после выключения двигателей, падала в безлюдной зоне отчуждения.
К середине 2018 года Минобороны завершило цикл бросковых испытаний, в ходе которого были проведены три испытательных пуска с полигона Плесецк, что позволило специалистам перейти к этапу лётно-конструкторских испытаний изделия.
В последующие годы были испытаны все наземные средства ракетного комплекса и бо́льшая часть собственно ракеты.
В декабре 2020 года на заседании коллегии Министерства обороны министр обороны С. Шойгу сообщил, что в Красноярском крае в 2021 году возведут полигон для испытаний ракет «Сармат». Полигон появится в районе посёлка Северо-Енисейский.
16 декабря 2020 в интервью газете «Красная звезда» командующий Ракетными войсками стратегического назначения генерал-полковник Сергей Каракаев заявил, что МБР «Сармат» заступит на боевое дежурство в 2022 году.
Далее очередь была за лётными испытаниями.

#### Разработка управляемого боевого блока «Авангард»
Для реализации концепции «орбитальной бомбардировки» использование схемы доставки боеголовок, аналогичной проекту ГР-1 (со сходом с круговой орбиты за счёт импульсов торможения), неприемлемо ввиду запрета на орбитальное ядерное оружие, установленного «Договором о космосе» 1967 года. Поэтому шахтная МБР «Сармат» может иметь только суборбитальную траекторию несколько короче круговой орбиты, где завершающая часть полёта боевого блока происходит в атмосфере намного дольше, чем у обычных МБР. Дополнительный довод в пользу завершающей части полёта боеголовки в атмосфере состоит в том, что это крайне усложняет разработку противоракет. Именно такие соображения стояли за разработкой проекта «Альбатрос» для Р-36М, которая не была закончена в связи с распадом СССР.
Гиперзвуковые управляемые боевые блоки (УББ) требуют инновационных технологий управления атмосферным полётом, как в проекте УББ 15Ф178, который начал разрабатываться для Р-36М2 в 1987 году, параллельно с гиперзвуковой крылатой ракетой проекта Х-90. В 2015 году заместитель министра обороны Юрий Борисов сообщил, что МБР «Сармат» будет оснащён УББ. Эксперты Алексей Рамм и Дмитрий Корнеев тогда предположили, что МБР «Сармат» отчасти представляет собой завершение проекта УББ 15Ф178, поэтому высказали мнение, что речь, по-видимому, идёт именно об этих маневрирующих в атмосфере боевых блоках.
УББ 15Ф178, рассчитанный для длительного полёта в атмосфере, был выполнен в биконической конструкции, управление по тангажу и рысканию обеспечивалось отклоняемым коническим стабилизатором, по крену — аэродинамическими рулями. Вне атмосферы маневрирование боевого блока обеспечивалось энергосиловой установкой реактивной тяги, работавшей на сжиженной углекислоте.
Эксперты отмечали, что проект УББ 15Ф178 выявил серию недостатков как боевого блока, так и баллистических характеристик Р-36М, и связывали «проект 4202» по разработке гиперзвукового аппарата с устранением недостатков как боевого блока, так и МБР.
28 июня 2015 года издание Washington Free Beacon опубликовало информацию о разработке и испытании в России гиперзвукового УББ Ю-71 «Глайдер» (объект «4202») — первоначально боевой блок МБР «Сармат», вылившийся в самостоятельный проект (скорость до 11 Маха).
Авторитетное военно-аналитическое агентство Jane’s сообщило, что проект 4202 был преобразован в проект Ю-71 с разработкой УББ для МБР «Сармат». По данным Jane’s, Россия провела минимум четыре практических испытания УББ Ю-71, выполняя её запуск с помощью ракеты УР-100Н.
28 октября 2016 года «Известия» сообщили, что УББ с полным кодом 15Ю71 успешно прошёл испытания, была также подтверждена информация, что проекты 15Ю71 и 4202 тождественны и гиперзвуковой аппарат является развитием «Альбатроса».
Также в октябре 2016 года член Экспертного совета Военно-промышленной комиссии при правительстве РФ Виктор Мураховский подтвердил в интервью назначение Ю-71 как УББ для МБР «Сармат».
1 марта 2018 года Владимир Путин подтвердил наличие у МБР РС-28 «Сармат», проходящего опытные испытания, маневрирующего УББ с присвоенным ему названием «Авангард», который может размещаться также на МБР РС-26 «Рубеж» подвижного ракетного комплекса «Авангард».
Источники называют прямыми аналогами Ю-71 проходящие лётные испытания с 2010 и 2011 годов американские гиперзвуковые УББ Falcon HTV-2 и AHW, а также проходящий лётные испытания с 2014 г. китайский гиперзвуковой УББ WU-14 (который разработан с такой же целью — нивелирования средств ПРО США, в том числе перспективных).

#### Разработка комплекса активной защиты ШПУ
Для защиты шахт МБР «Сармат» планировалось закончить разработку комплекса активной защиты (КАЗ) «Мозырь».
Концепция этого комплекса состоит в уничтожении атакующих шахту боевых блоков прямо над ней с помощью пакета из 100 фиксированных артиллерийских стволов, создающих над шахтой «облако» из шариков и стрел. При своей простоте и относительной дешевизне, КАЗ «Мозырь» требовал очень совершенных радаров и компьютеров для обнаружения целей и вычисления траекторий, которые в СССР отсутствовали и стали доступны только сейчас.

### Испытания и постановка на вооружение
Первый (и единственный успешный) пуск МБР «Сармат» по полигону Кура́ на Камчатке был выполнен 20 апреля 2022 года, с шахтной пусковой установки на площадке «Юбилейная» полигона в Плесецке. Однако новинке ещё предстоял целый цикл тестовых пусков.
В октябре 2023 года президент России Владимир Путин заявил о фактическом завершении работы над ракетой. По его словам, в ближайшее время (по окончании бюрократических процедур) состоится начало её массового производства и постановка на боевое дежурство.
16 августа 2022 года был подписан государственный контракт на изготовление и поставку комплекса «Сармат»; 23 ноября 2022 генеральный директор Государственного ракетного центра имени Макеева Владимир Дегтярь сообщил о начале серийного производства ракеты.
Серийное производство МБР «Сармат» ведётся на Красноярском машиностроительном заводе. Первые серийные образцы поступили в 62-ю ракетную дивизию в Ужуре Красноярского края в 2022 году и в 13-ю ракетную дивизию в Ясном (Оренбургская область) и, по сообщениям российских чиновников, были поставлены на боевое дежурство 1 сентября 2023 года.
Катастрофа при испытаниях
В 20-х числах сентября 2024 года были опубликованы коммерческие спутниковые снимки полигона в Плесецке, на котором проводились испытательные запуски «Сармата». На снимках ясно видна воронка на месте шахтной пусковой установки № 163/1 на площадке «Юбилейная». По данным американского Института изучения войны диаметр воронки составляет примерно 62 м.
О разрушении пусковой площадки также свидетельствовали отмеченные спутниками NOAA-20 и SUOMI NPP пожары на территории полигона. По сообщениям СМИ, из 5 произведённых к тому времени тестовых запусков (считая этот) 4 завершились неудачей, но предыдущие не приводили к разрушению пусковой установки. После неудачных запусков эксперты оценивают сообщения о постановке ракеты на боевое дежурство как малоправдоподобные.

## Устройство и тактико-технические характеристики

### Устройство и ТТХ ракеты
Согласно заявлению командующего Ракетными войсками стратегического назначения генерал-полковника Сергея Каракаева (2016), ракеты «Сармат» смогут размещаться в существующих шахтных пусковых установках «при минимальных доработках инфраструктуры позиционных районов». При пуске пороховой аккумулятор давления выбрасывает ракету из шахты на высоту 2-3 метра, после чего автоматически включается двигатель ракеты
На основании ранних эскизов ракеты большинство источников считало её двухступенчатой. После публикации конструкторами официального изображения ракеты, некоторые эксперты предположили, что ракета имеет три ступени, подобно классическим ракетам-носителям, выводящим спутники на орбиту.
Жидкостные ракетные двигатели ступеней «утоплены» в бак с горючим, топливные баки — несущие с совмещёнными разделительными днищами. В ракете будут использоваться проверенные и надёжные двигатели от Р-36М, такие как РД-264 в их модернизированной версии РС-99, испытание которых успешно завершено.
Чу Фухай, эксперт Командного военного института ракетных войск КНР, в 2016 году высказывал мнение, что производиться будут два варианта ракеты с разным запасом топлива для поражения целей в США и Западной Европе. Начальный вес ракеты для поражения целей в США, по его оценкам, составляет 150—200 тонн, дальность полёта — 16 тыс. км, полезная нагрузка — 5 тонн. Дальность ракеты, нацеленной на западноевропейские страны, — 9-10 тыс. км, стартовая масса — 100—120 тонн, максимальная забрасываемая масса — 10 тонн[уточнить].
По мнению экспертов, одна ракета несёт от 10 до 15 боеголовок в зависимости от их мощности. В случае доставки 10 боеголовок мощность их оценивают в 750 Кт каждая. Некоторые эксперты предполагают, что при этом речь идёт об обычных боеголовках; если же будут использоваться маневрирующие гиперзвуковые боеголовки Ю-71, то их будет три, каждая из которых будет весить около тонны.
«Сармат» не первая ракета, разные версии которой имеют столь отличающиеся характеристики загрузки и дальности, так как эти параметры взаимосвязаны. Сделанные фактически по одной технологии, ракеты Р-36 и Р-36орб с одним и тем же весом 180 тонн имели дальности в зависимости от веса установленных боеголовок 10 тыс. и 15 тыс. км., а также вариант для «орбитальной бомбардировки». Также следует учитывать, что, кроме боеголовок, по заявлениям конструкторов, существенный лимит веса будет отведён для традиционных комплексов преодоления ПРО, таких как ложные цели. Если классические ложные цели — такие, как надувные имитаторы боеголовок, пружинистые, уголковые и дипольные отражатели — имеют малую массу, то имитирующие боеголовки при вхождении в атмосферу — это квазитяжёлые ложные цели, которые, будучи существенно легче боеголовок, всё же имеют существенную массу, поскольку представляют собой ракеты[что?] с теплозащитой, доразгонным двигателем, плазмогенератором и модулем РЭБ для имитации траектории, свечения и ЭПР боеголовки.

### Устройство и ТТХ боевого блока
По информации издания «Известия», боевой блок будет иметь следующие ТТХ:
- Максимальная скорость в атмосфере — 15 M. Средняя скорость — в интервале 5—7 км/сек.
- Изделие начинает работать на высоте порядка 100 км (верхняя граница атмосферы Земли).
- Боевой блок выполняет манёвры в атмосфере при снижении для преодоления противоракетной обороны.

## Средства преодоления ПРО

### Преодоление ПРО через «орбитальную атаку» и возможность лёгкой конверсии в программу запуска спутников
Ракета способна преодолевать систему ПРО путём придания двигателям мощности лишь немного меньшей, чем необходимо для вывода боеголовок на круговую орбиту. Поэтому ракета может атаковать территорию вражеской страны не по кратчайшему, а по любому направлению, в том числе через Южный полюс, в обход развёрнутых средств ПРО, рассчитанных на траектории обычных МБР, запускаемых из Евразии через Северный полюс, что потребует от вражеской страны дорогостоящего развёртывания не фрагментарной, а «круговой ПРО».
«Сармат» является по сути возрождением концепции «Универсальной ракеты» В. Н. Челомея, из которой родился не только УР-200, но и ракета-носитель «Протон». Иными словами, любая МБР «орбитальной бомбардировки» может выводить на орбиту не только боеголовки, но и спутники — поэтому, скорее всего, снятие с вооружения МБР «Сармат» в конце срока службы будет производиться через запуски гражданских космических аппаратов. Возможность вернуть большие инвестиции, вложенные в шахтные МБР, к тому же с извлечением прибыли через коммерческие пуски спутников средствами МБР с заканчивающимся сроком эксплуатации, является очень важной с экономической точки зрения и рассматривается правительством РФ самым серьёзным образом.

### Проблема уязвимости от ПРО на этапе разведения боеголовок
Если первые ступени разведения боевых блоков были достаточно примитивны и разводили боевые блоки, выставленные вперёд, пороховым отстрелом, на что требовалось порядка 5—6
минут, то современные американские и российские МБР с разделяющимися головными частями используют технологию выброса боевых блоков из «автобуса», когда ступень разведения боевых блоков выпускает их уже за две минуты, а главное, постоянно маневрирует в космосе, что делает затруднительным прямое попадание кинетическим снарядом ПРО.
Технологически «автобус» работает следующем образом:
1. Боевые блоки и квазитяжёлые ложные цели, идентичные с ними, уложены против направления полёта ракеты за блоком разведения.
2. При выходе из ракеты блок разведения начинает напоминать паука, выпуская длинные штанги с соплами разведения, чтобы газ от сопел не сбил с курса боеголовку.
3. По астрокоррекции и гироскопам боевой блок занимает точную ориентацию в пространстве.
4. Отключается безынерционный магнитный замок удержания боеголовки и ложных целей.
5. Блок разведения на малой тяге уходит вперёд от боевого блока.
6. Блок разведения выполняет «манёвр» для перевода тяги сопел вверх, чтобы случайно газом не попасть в боевой блок.
7. Происходит энергичное маневрирование с перегрузками для занятия новой позиции для выпуска следующего боевого блока.
8. После завершения разведения боевых блоков ступень разведения выпускает большое количество ложных целей.
9. Ближе ко входу в атмосферу ступень разведения формирует массивное облако из дипольных отражателей вокруг выпущенных боевых блоков и ложных целей.

Постоянно маневрирующий в космосе «автобус» российских МБР — довольно сложная мишень для современных систем ПРО.

### Управляемые боевые блоки для преодоления ПРО и «Глобального удара»
Существенным аспектом применения баллистики, близкой к орбитальной, является более протяжённая часть траектории боеголовки, проходящая в атмосфере, что, с одной стороны, усложняет перехват средствами ПРО, рассчитанными на перехват боеголовок на орбите вне атмосферы, так как атмосферные ракеты, способные двигаться с космическими скоростями, не рассматриваются даже как перспективный вариант модернизации комплексов типа THAAD.
Источник в Минобороны РФ в конце 2015 года заявлял агентству «Интерфакс», что если гиперзвуковой проект 4202 с созданием планирующей боеголовки, способной маневрировать по тангажу и рысканию, успешно завершится, ПРО США не будет представлять для МБР «Сармат» существенной проблемы. 28 октября 2016 года гиперзвуковая боеголовка успешно прошла первый полётный тест.
Существенным преимуществом управляемых боевых блоков является также их способность очень точно корректировать траекторию и достигать точности, которая недоступна обычным боеголовкам. Так, аналогичный Ю-71 американский управляемый боевой блок Advanced Hypersonic Weapon достигает КВО около 10 метров против 250 метров у боеголовок ракеты «Воевода» КБ Южное. Это позволяет не только резко снизить вес боеголовки за счёт снижения её мощности ввиду точности попадания в объект, а принципиально меняет и сценарий применения, включая и неядерный. Концепция «Быстрый глобальный удар» подразумевает использование Advanced Hypersonic Weapon без ядерного снаряжения. Кинетической энергии аппарата будет достаточно, чтобы поразить командный пункт, защищённый сильной ПРО завод, АЭС или другой важный объект. Однако, развёртывание систем «глобального удара» остановлено всеми странами, так как их использование может вызвать ложное срабатывание Систем предупреждения о ракетном нападении.
Маневрирование управляемого боевого блока позволяет потенциально создать на его основе новое поколение противокорабельных ракет, которые способны уничтожать крупные корабли, такие как авианосцы, несмотря на наличие средств ПРО.
Западные эксперты также отмечают, что блок Ю-71 помимо МБР «Сармат» может быть установлен на ракетах среднего или малого радиуса действия, от которых по достижении гиперзвуковой скорости управляемый боевой блок Ю-71 может отделяться для атаки цели, защищённой сильными средствами ПРО. В качестве носителя данных ракет предполагается стратегический стелс-бомбардировщик ПАК ДА. Поэтому затраты на инвестирование в технологию Ю-71 разделяются между проектами МБР «Сармат» и программой переоснащения стратегической авиации. Это принципиальное отличие российского проекта от китайских и американских гиперзвуковых аппаратов, способных стартовать только с МБР, но при использовании для поражения конвенциональных целей неядерными боеприпасами возникают упомянутые выше проблемы с Системами предупреждения о ракетном нападении — в результате пуск конвенционального гиперзвукового боеприпаса может быть ошибочно идентифицирован как начало ракетно-ядерного нападения.

### Защита ШПУ от средств ПРО упреждающего удара
Одна из первоначальных причин разработки МБР «Сармат», очевидно, заключается в желании сохранить дорогостоящие шахтные пусковые установки Р-36М2, способные выдерживать близкий ядерный взрыв благодаря демпфирующим контейнерам. Поскольку координаты ШПУ хорошо известны американским военным, они нуждаются в защите от превентивного удара МБР или крылатыми ракетами. Для противодействия этому сценарию предполагается одновременно с развёртыванием МБР «Сармат» обеспечить ШПУ средствами комплекса активной защиты (КАЗ).
Комплекс активной защиты (КАЗ) «Мозырь», обеспечивающий прикрытие шахт МБР «Сармат», с помощью пакета из 100 артиллерийских стволов выстреливает навстречу подлетающему боеприпасу облако металлических стрел и шариков диаметром 30 мм в количестве 40 тыс. поражающих элементов с высотой заброса до 6 км. Шарики распыляются на манер дроби для поражения в ближнем радиусе действия, а стрелы предназначены для поражения объекта на высоте. Для удешевления системы КАЗ выполняли с фиксированным направлением стволов для создания защитного облака от боеприпаса, атакующего практически в защитное устройство шахты (от даже близкого с шахтой ядерного взрыва она защищена) КАЗ «Мозырь» был рассчитан на уничтожение боеголовки, атакующей шахту, и даже советская версия системы без современных радаров смогла продемонстрировать успешные перехваты боеголовки МБР «Воевода» в 1988—1991 годах. Однако несмотря на эффективность КАЗ против баллистических целей, КАЗ «Мозырь» обладала меньшей эффективностью против таких маневрирующих целей, как крылатые ракеты или корректируемые бомбы, что удалось решить только с использованием современных радаров и компьютеров вычисления траекторий.
Большинство действующих шахтных пусковых установок МБР России находятся за 1000 км и более от морского побережья и границ стран НАТО. Ракетные дивизии под Ясным (Оренбургская область) и Ужуром (Красноярский край) удалены от доступных для НАТО пусковых точек из акватории Баренцева и Карского морей на 2100 км.
Одновременный запуск сотен баллистических ракет также практически невозможно сделать незаметным для воссозданной в России Системы предупреждения о ракетном нападении, состоящей из РЛС типа 77Я6 «Воронеж» и спутников инфракрасной разведки системы «Око-1», способных обнаруживать факелы стартующих ракет.
В настоящее время в эксплуатацию введены семь РЛС «Воронеж» из десяти запланированных. Помимо них, функционирует прошедшая глубокую модернизацию Печорская РЛС типа «Дарьял», а также две РЛС типа «Днестр» — в Мишелёвке (Усольский район Иркутской области) и на военном полигоне Минобороны России Сары-Шаган в Казахстане.
Пуски крылатых ракет заметны и для таких загоризонтных РЛС, как «Подсолнух», для патрулирующих самолётов ДРЛО, как А-50, и традиционных радаров обнаружения низколетящих целей на вышках, как 92Н6Е в составе систем С-400.
Подлётное время крылатых ракет измеряется часами, поэтому они не представляют большой опасности для запуска: все МБР «Сармат» успеют стартовать из шахтных пусковых установок.
При этом дальность состоящих на вооружении ВМС и ВВС США крылатых ракет большой дальности, таких как BGM-109 «Томагавк», AGM-158 JASSM-ER и AGM-86 ALCM — 1000—2700 км — при их пуске от морских границ РФ является недостаточной для поражения пусковых шахт российских МБР — например, 62-й ракетной дивизии под Ужуром или 13-й ракетной дивизии под Ясным, однако может составлять реальную угрозу при пуске малозаметных ракет JASSM-ER со входом стелс-бомбардировщиков США в воздушное пространство РФ.
При атаке МБР непосредственно с территории США время их подлёта составляет более двадцати минут. При запуске МБР с ПЛАРБ США прямо от границ территориальных вод РФ, время подлёта составит порядка 10 минут.
Модернизация ракет Р-36М была направлена на сокращение готовности к пуску с 15 минут до 62 секунд. Время готовности к старту МБР «Сармат» будет составлять 30 секунд за счёт внедрения автоматических систем управления 5 поколения.
Новые МБР «Сармат» будут развиваться в первую очередь в сторону сокращения времени подготовки к пуску и интеграции с АСУ и радарами РВСН.
Комплекс активной защиты шахтных пусковых установок является лишь одним из элементов эшелонированной локальной ПРО, развёрнутой РФ над районами базирования шахтных МБР, в том числе с использованием перспективных комплексов, таких как С-500.

## Оценки ракеты «Сармат»
Эксперты National Interest в своём аналитическом обзоре считают, что возможности ракетного комплекса «Сармат» по преодолению ПРО США не играют большой роли, так как США имеют в распоряжении всего 44 противоракеты, в эффективности которых против даже старых МБР сомневается существенная часть американских экспертов.
Вопреки заявлениям российских руководителей, эксперты британского издания Military Balance считают, что комплекс «Сармат» не способен «изменить правила игры» и не обеспечит России успешного проведения немедленного контрнаступательного ядерного удара.

## В культуре
17 декабря 2022 года, в день День Ракетных войск стратегического назначения (РВСН), Денис Майданов выпустил видеоклип «Сарматушка» на стихи Дмитрия Рогозина. Видеоклип содержит концертное выступление Майданова с участием ансамбля песни и пляски «Красная звезда» при РВСН и оркестра Военной академии РВСН, дополненное видеорядом из боевой техники, включая ракетный комплекс «Сармат». Майданов назвал свой видеоклип «идеологическим оружием».